# Gare de Flobecq-Bois
Ne doit pas être confondu avec gare de Flobecq.
La gare de Flobecq-Bois est une gare ferroviaire belge, fermée et désaffectée, de la ligne 82 d'Alost à Ellezelles. Elle est  située à proximité du village de Flobecq-Bois dans la province de Hainaut en Région wallonne.
Mise en service en 1888 et fermée en 1963. Elle permet des échanges avec le Tramway vicinal de 1905 à 1958. Le bâtiment de la gare a été reconverti en habitation et le terrain où se trouvaient les voies de la SNCB et de la SNCV est une propriété privée.

## Situation ferroviaire
Établie à 95 mètres d'altitude, la gare de Flobecq-Bois est située au point kilométrique (PK) 12,7 de la ligne 82, d'Alost à Burst et de Y Slijpstraat à Ellezelles (cette seconde section est fermée et désaffectée), entre les points d'arrêt d'Opbrakel et Queneau.

## Histoire
Le point d'arrêt de Bois-de-Flobecq est mise en service le 1er juillet 1888, par l'administration des chemins de fer de l'État belge sur une section de la ligne en service depuis 1885.
Il accède au rang de halte le 1er octobre 1904. Son bâtiment, de plan type 1893, est bâti en 1906-1907
De 1905 à 1958, elle permet des correspondances avec la 370/2 Grammont - Flobecq de la Société nationale des chemins de fer vicinaux (SNCV) dont le tracé en site propre décrit une boucle pour atteindre la gare
La gare de Flobecq-Bois, comme tous les arrêts entre Nederbrakel et Renaix, ferme au début de l'année 1963. Le reste de la ligne vers Zottegem est fermé à la fin de l'année 1963.

## Patrimoine ferroviaire
Le bâtiment des recettes, qui se trouve désormais sur une propriété privée, appartient au plan type 1893 des Chemins de fer de l’État belge. Construit vers 1907, il possède des façades dépourvues de décorations. Son aile, longue de six travées, est positionnée à droite du corps de logis et accueillait à la fois la salle d'attente et le magasin à colis.